# Dorpede
Koordinaten: 51° 30′ 7″ N, 8° 56′ 24″ O
Dorpede ist eine Wüstung im historischen Gemarkungsbereich von Orpethal in der nordhessischen Stadt Diemelstadt. Im 21. Jahrhundert gehören Teile der Gemarkung zu Westheim im Hochsauerlandkreis.

## Geographische Lage
Der Ort lag auf etwa 219 Meter über Normalhöhennull, nordwestlich von Orpethal. Da die Gemarkung heute sowohl im Bundesland Nordrhein-Westfalen als auch in Hessen gelegen ist, lassen sich die Belege nicht eindeutig zuweisen.

## Geschichte
Dorpede wurde mehrfach urkundlich erwähnt:
- Durpethe (1082–1088) [Urkunden der Propstei Marsberg, S. 31–32, Nr. 2]
- Dorpede (1223–1255) [Westfälisches Urkundenbuch 4.1, S. 82, Nr. 119]
- Durpethe (1232) [Urkunden Kloster Hardehausen, S. 91–92, Nr. 63]
- Dorpethe (1250) [Urkunden der Propstei Marsberg, S. 42–43, Nr. 17]
- Dorpede (13. Jahrhundert) [Verzeichnis von Zehnt-Einkünften der Abtei Corvey, in: Liber vitae der Abtei Corvey, Bd. 1, S. 113, i.5]
- Dorpe (1357) [Urkunden der Propstei Marsberg, S. 123, Nr. 196]
- Dorpede (1431) [Fälschung Urkunden Kloster Dalheim, S. 96, Nr. 172]

1232 erwarb das Kloster Hardehausen ein Gut des Ritters Ulrich in Dorpede bis zur Abtragung einer Schuld. 1390 verpfändet Graf Heinrich VI. von Waldeck Schloss und Stadt Rhoden mit Gütern u. a. zu Dorpede an Kurt Spiegel zum Desenberg. 1504 übergab Graf Philipp II. von Waldeck sein ganzes erbeigenes Dorf Dorpede dem Präzeptor der Antoniterhäuser Grünberg und Arolsen mit Gericht, Gebot und Verbot.